# Haematopota scutellaris
Haematopota scutellaris är en tvåvingeart som beskrevs av Friedrich Hermann Loew 1858. Haematopota scutellaris ingår i släktet Haematopota och familjen bromsar. Inga underarter finns listade i Catalogue of Life.
Artens utbredningsområde är Sydafrika.